# La Dispute (Komödie)
La Dispute (deutsch: Der Streit) ist eine Komödie des französischen Frühaufklärers Pierre Carlet de Chamblain de Marivaux aus dem Jahre 1744.

## Inhalt
Das Stück beginnt mit einem Streit zwischen „dem Prinzen“ und einer ebenfalls aristokratischen Dame, genannt Hermiane, welche erörtern, welches Geschlecht das Unglück in die Welt gebracht hat. Der Prinz teilt ihr daraufhin mit, dass es einen ähnlichen Streit schon 20 Jahre zuvor am Hofe seines Vaters gegeben hatte, welcher daraufhin einige Kinder unabhängig voneinander aufwachsen hatte lassen. Die Kinder hatten in dieser Zeit lediglich Kontakt zu den beiden schwarzen Dienern Mesrou und Carise. Nun soll durch ein Schauspiel gezeigt werden, wer das Unglück in die Welt gebracht hat. Der Prinz und Hermiane begeben sich ins Publikum und Carise und Egle, eines der Kinder, treten auf. Egle ist fasziniert von der Welt und wird, nachdem sie sich selbst im Bach betrachtet hat, von Carise allein gelassen. Kurz darauf tritt Azor auf, welcher von Egles Schönheit beeindruckt ist und sich sofort in sie verliebt. Nach einiger Zeit kommt Carise wieder und rät den beiden Liebenden sich zu trennen, damit ihr Zusammensein nicht zur Gewohnheit wird. Auch wenn die beiden dies zunächst ablehnen, so willigen sie nach einiger Zeit ein.
Kurz darauf kommt Adine (eine weitere Frau). Diese erblickt Egle und ist nicht von ihrer Schönheit begeistert, was Egle in Rage versetzt. Die beiden Damen streiten, wer schöner ist, und halten sich gegenseitig ihre Liebschaften vor. Adine erzählt dabei, dass sie eine „Person“ lieben gelernt hat, deren Name Mesrin (ein männliches Kind) ist.
In der folgenden Szene treffen Azor (der Freund von Egle) und Mesrin (der Freund von Adine) aufeinander und versuchen zunächst „sich zu lieben“. Nach einiger Zeit erkennen sie, dass sie nicht zum Lieben geschaffen wurden (beides sind Männer), und entschließen sich einfach nur Freunde zu sein.
Daraufhin treffen Egle und Mesrin sowie Adine und Azor zusammen. Jeweils verlieben sich beide erneut ineinander. Es hat also ein Partnertausch stattgefunden.
Daraufhin treffen alle vier Hauptfiguren mit den Betreuern zusammen und decken den Tausch auf, was Egle und Adine in Rage versetzt. Kurz bevor die Situation eskaliert, unterbricht Hermiane die Vorstellung und drückt ihre Verachtung für die weiblichen Personen aus.
Nun jedoch geschieht eine Wendung, denn die ebenfalls von den Schwarzen aufgezogenen Kinder Meslis und Dina treten auf. Beide haben kein Interesse an den anderen Personen und beteuern ihre Liebe zueinander. Das Stück endet mit dem Befehl des Prinzen, dass die übrigen Kinder weggebracht werden, während Hermiane und der Prinz von Meslis und Dina beeindruckt sind.
In einigen Interpretationen des Stückes werden die vier Hauptfiguren nicht weggebracht, sondern ertränkt.